# Upérisation

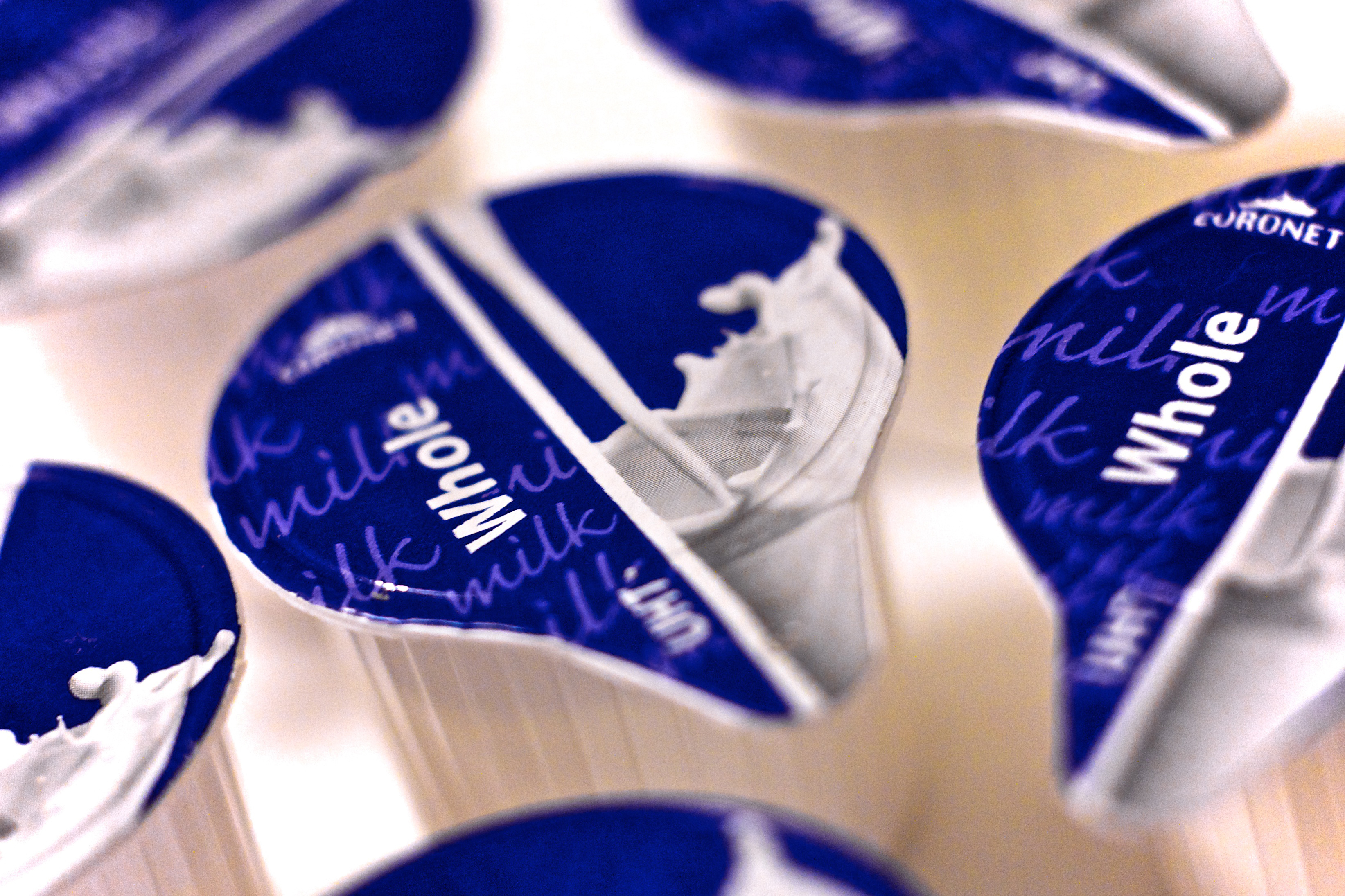
Lait entier UHT

Ne doit pas être confondu avec Ubérisation.
L'upérisation est une méthode de stérilisation continue des liquides alimentaires, en particulier des produits laitiers, avec une vapeur surchauffée. Le traitement porte le produit presque instantanément à une température de 140 à 150 °C. Il est ensuite refroidi en moins de quelques secondes pour éviter sa dégradation.

## Étymologie
L'upérisation est la contraction de ultra et pasteurisation.
Un lait UHT est un lait à Upérisation à Haute Température.

## Principe
À l'exemple du lait, le liquide est d'abord dégazé pour être traité par upérisation proprement dite.  Il est d'abord préchauffé de 75 à 80 °C. Dans l'upérisateur, le lait sous pression est soumis à un écoulement turbulent. Il entre en contact avec de la vapeur surchauffée et sous pression, que ce soit par injection directe, infusion, ou échange indirect,. Le lait est porté instantanément à 150 °C et maintenu à cette température pendant moins d'une seconde. À la suite du traitement thermique, il est immédiatement refroidi par échange avec un fluide froid ou par application du vide pour éviter sa dégradation, avant d'être conditionné. 

## Intérêts
L'upérisation permet une stérilisation du produit traité, en même temps qu'une bonne préservation des qualités gustatives et nutritives, parce que le produit séjourne très peu de temps à haute température,.